# Пулау (річка)
Пулау (англ. Pulau River, індонез. Sungai Pulau «Острівна річка», нід. Eilanden rivier) — річка на острові Нова Гвінея. Протікає по території провінції Папуа Індонезії. Має довжину 674 км.

## Географія
Річка починає свій витік в горах Маоке, біля південного підніжжя гірського масиву Пунчак-Мандала, на висоті 600 м, в місці злиття кількох невеликих гірських потоків, в центральній частині острова Нова Гвінея, у східній частині провінції Папуа. Тече в південному, південно-західному напрямку широкою рівниною, зарослою густим, важкопрохідним тропічним лісом і через дельту впадає у Арафурське море, за 160 км на північ — північний-захід від гирла річки Дігул. Річка тече в широкому звивистому руслі, з численними перекатами, мілинами і острівцям. В середній і нижній течії, долина річки сильно заболочена. Русло в гирлі розгалужується і утворює дельту.

## Притоки
Річка Пулау має багато невеликих приток. Найбільші із них:
- праві: Колф, Бразза, Врієндсхапс
- ліві: Вілдеман, Кампонг